# Lukáš Zelenka
Lukáš Zelenka (* 5. října 1979, Praha, Československo) je bývalý český fotbalový záložník a reprezentant. Mistr Evropy hráčů do 21 let z roku 2002.

## Klubová kariéra
Společně s Tomášem Rosickým byl považován za největší talent v dorostu Sparty Praha.
V 17 letech odešel ze Sparty Praha do Anderlechtu, kde se však vůbec neprosadil. V belgické lize si tak více zahrál až v KVC Westerlo, jeho dalším angažmá. S tímto klubem v sezoně 2000/01 vyhrál belgický fotbalový pohár. Z KVC jej v létě 2001 za 26 milionů korun koupila opět Sparta Praha. Do základní sestavy se však probojoval až v roce 2003 pod vedením trenéra Jiřího Kotrby. Ve Spartě získal dvakrát ligový titul (2002/03, 2004/05) a dvakrát triumf v českém poháru (2003/04 a 2005/06 - ačkoli jaro 2006 už v klubu nebyl). Se Spartou se představil i v Lize mistrů UEFA.
Na jaře roku 2006 přestoupil do týmu turecké ligy Manisaspor, kde se okamžitě stal jednou z opor týmu. Na podzim roku 2007 se Manisaspor dostal do finanční tísně a Lukáš Zelenka se stal pro klub příliš drahým. Rozvázal tedy smlouvu a na počátku roku 2008 opět přestoupil do belgického klubu KVC Westerlo.
V září 2009 se vrátil do ČR, přestoupil do klubu 1. FC Slovácko, kterému pomohl k záchraně v nejvyšší lize. Zde měl později spory s vedením klubu, na 9 měsíců byl vyřazen z kádru a tak v únoru 2011 odešel do maďarského týmu Honvéd Budapešť. V prosinci 2011 se s Honvédem dohodl na ukončení kontraktu.
V lednu 2012 se stal hráčem klubu 1. SK Prostějov. V sezóně 2015/16 pomohl týmu k postupu do druhé české ligy, poté se s klubem rozloučil.

## Reprezentační kariéra
Lukáš Zelenka působil v mládežnických reprezentačních výběrech České republiky v kategoriích od 15 let.
Za český národní A-tým si poprvé zahrál v kvalifikačním utkání proti Makedonii 8. června 2005, v němž český tým zvítězil 6:1. Na kontě má 3 reprezentační starty bez vstřeleného gólu.

### Mistrovství Evropy hráčů do 21 let 2002
Zúčastnil se Mistrovství Evropy hráčů do 21 let v roce 2002 ve Švýcarsku, kde česká reprezentační jedenadvacítka vyhrála svůj premiérový titul, když ve finále porazila Francii na pokutové kopy.
V prvním zápase základní skupiny B 16. května prohrála česká reprezentace s Francií 0:2, trenér Miroslav Beránek nasadil Zelenku do druhého poločasu. 19. května následoval zápas s Belgií konaný v Ženevě, Lukáš tentokrát odehrál první poločas, zápas skončil výsledkem 1:0 pro ČR. V posledním zápase skupiny proti Řecku nenastoupil, utkání dospělo k remíze 1:1.
V semifinále 25. května narazil český výběr na tým Itálie a Lukáš šel na hřiště v 70. minutě za Jana Poláka. V 9. minutě prodloužení vstřelil Pospíšil zlatý gól na 3:2 a zajistil svému týmu účast ve finále.
Ve finále 28. května se ČR opět střetla s Francií. Tentokrát gól v řádné hrací době ani v prodloužení nepadl a musely rozhodnout pokutové kopy. Lukáš Zelenka hrál do 81. minuty a po skončení penaltového rozstřelu mohl slavit se spoluhráči titul. Zároveň to bylo poslední vystoupení mladého hráče za reprezentační tým do 21 let.

### Reprezentační zápasy a góly
| Rok    | Zápasy | Góly |
| ------ | ------ | ---- |
| 2000   | 2      | 0    |
| 2001   | 10     | 2    |
| 2002   | 6      | 1    |
| Celkem | 18     | 3    |

| Rok    | Zápasy | Góly |
| ------ | ------ | ---- |
| 2005   | 2      | 0    |
| 2006   | 1      | 0    |
| Celkem | 3      | 0    |

Góly Lukáše Zelenky v české reprezentaci do 21 let 
| Gól | Datum       | Stadion                       | Soupeř    | Skóre (min.) | Výsledek | Soutěž                      |
| --- | ----------- | ----------------------------- | --------- | ------------ | -------- | --------------------------- |
| 010 | 28. 2. 2001 | Blšany, Česko                 | Polsko    | 04:20 (90.)  | 4:2      | přátelský zápas             |
| 02  | 5. 10. 2001 | Na Stínadlech, Teplice, Česko | Bulharsko | 01:00 (13.)  | 8:0      | kvalifikace na ME „21“ 2002 |
| 03  | 17. 4. 2002 | Curych, Švýcarsko             | Švýcarsko | 00:20 (47.)  | 0:3      | přátelský zápas             |

## Úspěchy

### Klubové
AC Sparta Praha
- 2× vítěz Gambrinus ligy (2002/03, 2004/05)
- 2× vítěz českého fotbalového poháru (2003/04, 2005/06)

KVC Westerlo
- 1× vítěz belgického fotbalového poháru (2000/01)

### Reprezentační
- 1× vítěz Mistrovství Evropy U21 (2002)

## Soukromý život
Je také členem týmu Real TOP Praha, v jehož dresu se zúčastňuje charitativních zápasů a akcí.